# Бран Благословенный
Бран Благословенный (англ. Brân the Blessed, буквально «Благословенный Ворон», также валлийск. Brân Fendigaidd) — легендарный великан и властитель Британии в уэльской мифологии. О нём повествуется в нескольких Уэльских Триадах, а также  - больше всего - в так называемой Второй ветви «Мабиногиона», которая называется «Бранвен, дочь Ллира» (валл. Branwen ferch Llyr). Здесь он приходится Бранвен —  братом, а морскому божеству Ллиру — сыном.
Имя Бран в переводе с валлийского означает «Ворона» (англ. Crow), однако в контексте настоящей повести часто переводится как «Ворон» (англ. Raven).
Согласно третьей ветви Мабиногион, Бран Благословенный повелел после своей смерти зарыть его голову на Белом холме в Лондоне (обратив её лицом к Франции) — там, где теперь стоит Белая башня крепости Тауэр - чтобы и после своей смерти охранять свою страну, еще издали замечая приближение врага к берегам Британии.  

Лодки и парусники на Темзе перед Тауэром в Лондоне. Э. Г. Окдейл (1920-е-1940-е годы)
Однако король Артур приказал отрыть голову Брана Благословенного, ибо «почитал ниже своего достоинства удерживать власть над островом силой оружия, а не доблестью и благородством». В итоге король Артур был убит своим сыном Мордредом, а созданный им Круглый стол распался.
Существует традиция держать в Лондонском Тауэре воронов на попечении Смотрителя воронов (англ. (Yeoman Warder) Ravenmaster, одного из служащих Йоменской стражи Тауэра). Эти во́роны - символ Брана Благословенного.

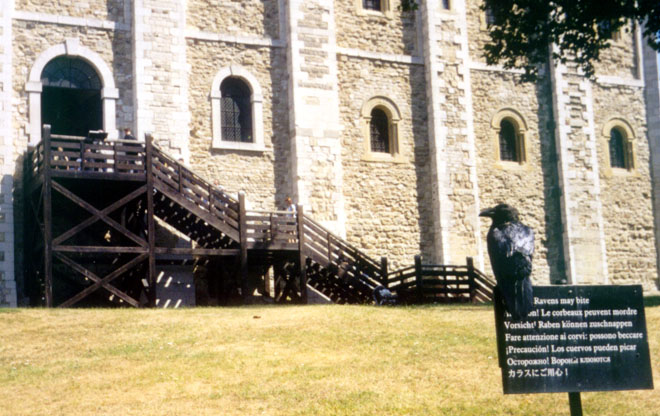
Тауэрский ворон

## Роль в «Мабиногионе»
Король Ирландии Матолвх приходит к Брану, чтобы просить руки его сестры Бранвен. 
Бран соглашается, но во время празднования помолвки прибывает Эфнисин, единокровный брат Бранвен и Брана, и расспрашивает присутствующих о том, что тут происходит. Получив объяснения, Эфнисин, разъярённый тем, что Бранвен выдают замуж без его разрешения, в гневе жестоко калечит коней короля Матолвха и его свиты (отрезает им губы, уши, брови и хвосты). Матолвх приходит в бешенство, но Бран объясняет, что их нарочно хотят поссорить, а также дарит Матолвху волшебный котел, который возвращает смертельно раненых воинов к жизни. Матолвх мирится с Браном и вместе с женой отбывает в Ирландию, где через год у них рождается сын Гверн.
Однако до Ирландии доходят слухи о новых оскорблениях Матолвха на родине Бранвен. В результате муж начинает безжалостно угнетать свою жену Бранвен, вынуждая её выполнять тяжёлую чёрную работу на кухне. Тогда она приручает скворца и посылает его через Ирландское море с сообщением к брату Брану, который приплывает с их братом, Манавиданом (в валлийской традиции бог моря, сын морского божества Ллира, покровитель ремесел), проделав путь от Уэльса до Ирландии, чтобы спасти сестру.
Когда король Матолвх видит великана Брана, он молит о мире, и в доказательство честности своих намерений строит дом, достаточно большой, чтобы принять Брана. Матолвх позволяет Брану жить вместе с ними и соглашается отдать своё королевство Гверну, своему сыну от Бранвен. Однако эта идея не нравится ирландским лордам, поэтому они сговориваются внезапно напасть на уэльсцев, скрываясь до поры до времени в мешках с мукой. Эфнисин разгадывает их план и убивает заговорщиков, сидящих в мешках, но затем бросает Гверна в огонь.

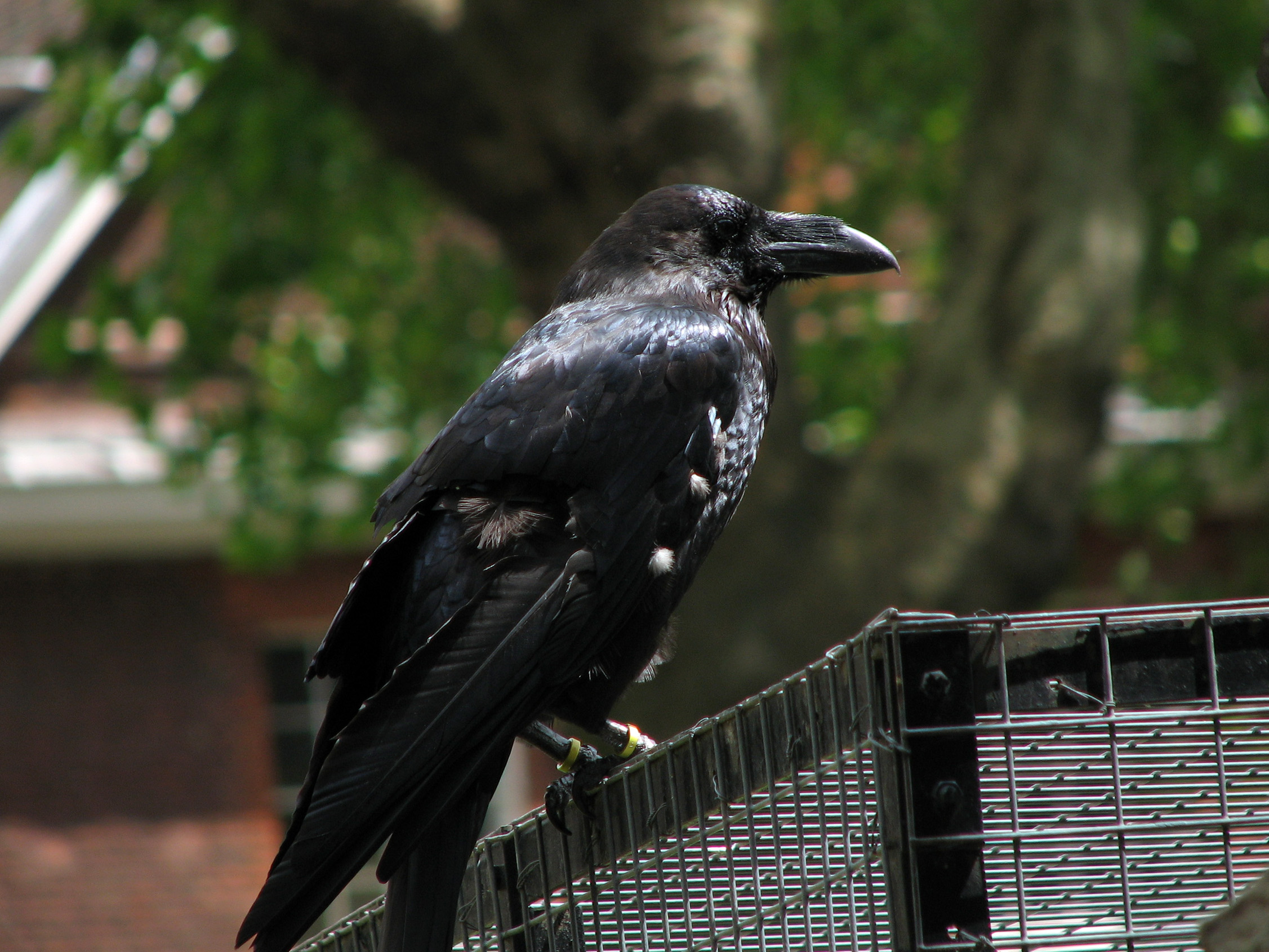
Птица Брана Благословенного

Ирландцы, владея волшебным котлом, сначала имеют преимущество в начавшейся войне. Когда тела полумёртвых ирландских воинов клали в котел, они оживали и были в состоянии сражаться, как и раньше, хотя и не могли говорить. Эфнисин ложится среди смертельно раненых ирландских воинов, и его тоже помещают в котел. После этого Эфнисин разрушает котёл, жертвуя собой.
Уэльсцы в конечном счёте выигрывают войну, но в живых остаются только семеро мужчин. Бран умирает от смертельной раны ноги, и приказывает, чтобы его голова была отделена от тела и похоронена в Лондоне. Когда оставшиеся в живых возвращаются в Великобританию, Бранвен умирает от горя, веря, что она была причиной войны. Похоронили её около реки Элоу на острове Англси.
Мост "Британия" через пролив Менаи между островом Англси и городом Бангор, Гвинед, Уэльс
В течение семи лет семеро выживших, в том числе Манавидан, остаются в Харлехе, где их развлекает голова Брана, которая продолжает говорить. Позже они уходят дальше к Гвалесу (часто идентифицируемому как остров Грэшолм в Уэльсе), где живут в течение восьмидесяти лет, не чувствуя течения времени. В конце концов один из мужчин открывает дверь владений, обращённых к Корнуоллу, и горе случившегося с ними возвращается. Как было им сказано, приносят молчащую теперь голову к «Белому Холму» (считается, что это место, где теперь стоит Лондонский Тауэр), и хоронят её лицом к Франции, чтобы отразить вторжение. Образ говорящей головы, как полагают, происходит из древнего кельтского «культа головы»: кельты считали голову «домом души».

В детском парке города Оренбурга, Россия

## Другие источники
Некоторые учёные отметили общие черты между Браном Благословенным и Королём-Рыбаком — персонажем артуровского цикла, хранителем Святой Чаши Грааля.
Король-Рыбак сначала появляется в романе XII столетия Кретьена де Труа «Персеваль, или Повесть о Граале». В романе Король-Рыбак страдает от смертельной раны в ноге (рана на ноге была и у Брана), но остаётся в живых в своем мистическом замке благодаря свойствам Чаши Грааля, ожидая излечения от Персиваля.
Более поздний автор, Робер де Борон, описывает историю Чаши с древних времен и говорит, что первый Король-Рыбак был человеком по имени Брон (Bron).
Также уэльское сказание о Пердуре, сыне Эфрауга, является версией истории Персиваля, но с некоторыми существенными отклонениями: герой посещает таинственный замок, но находит не Чашу Грааля, а скорее отделённую человеческую голову. В некоторых произведениях Чаша Грааля наделена способностью воскрешать павших, наподобие котла Брана.